# آنری ژوبیه
آنری ژوبیه (فرانسوی: Henri Jobier‎; ۶ ژوئیهٔ ۱۸۷۹ – ۲۵ مارس ۱۹۳۰) شمشیرباز اهل فرانسه بود.
وی در مسابقات کشوری و بین‌المللی در مجموع برندهٔ ۱ مدال طلا شده‌است.